# Bernières-le-Patry
Bernières-le-Patry är en kommun i departementet Calvados i regionen Normandie i norra Frankrike. Kommunen ligger i kantonen Vassy som ligger i arrondissementet Vire. År 2018 hade Bernières-le-Patry 538 invånare.

## Befolkningsutveckling
Antalet invånare i kommunen Bernières-le-Patry
Referens: INSEE